# Fred Roche
Fred Roche va ser un ciclista australià que combinà tant la carretera com el ciclisme en pista. Els seus millors resultats foren dos Campió nacionals en ruta.

## Palmarès en pista
- 1961
  - 1r als Sis dies de Launceston (amb Ron Grenda)

## Palmarès en ruta
- 1959
  -  Campió d'Austràlia en ruta
- 1960
  -  Campió d'Austràlia en ruta